# رشته‌کوه ترکستان
رشته‌کوه ترکستان یکی از گسترش‌های شمالی سیستم پامیر-آلای ، در محدوده ترکستان است که به طول کلی ۳۴۰ کیلومتر امتداد دارد. از کوه‌های آلای در مرز قرقیزستان با تاجیکستان تا واحه سمرقند در ازبکستان است. این مسیر در جهت شرق به غرب، شمال رشته کوه زراوشان قرار گرفته و مرز جنوبی دره فرغانه در تاجیکستان و استپ گلودنایا در ازبکستان را تشکیل می‌دهد. بالاترین ارتفاعات أن در شرق، در نزدیکی مرز با قرقیزستان است. حداکثر ارتفاع آن در قله اسکالیستا با ارتفاع ۵٬۶۲۱ متر (۱۸٬۴۴۲ فوت) است.
دامنه‌های جنوبی صخره‌های برهنه و استپی کوهستانی است. دامنه‌های شمالی پوشیده از جنگل است. بزرگراهی از طریق گذرگاه شهرستان به طول ۳٬۳۷۸ متر (۱۱٬۰۸۳ فوت) پایتخت دوشنبه را به خجند در تاجیکستان شمالی (استان سغد) متصل می‌کند.